# Maquila

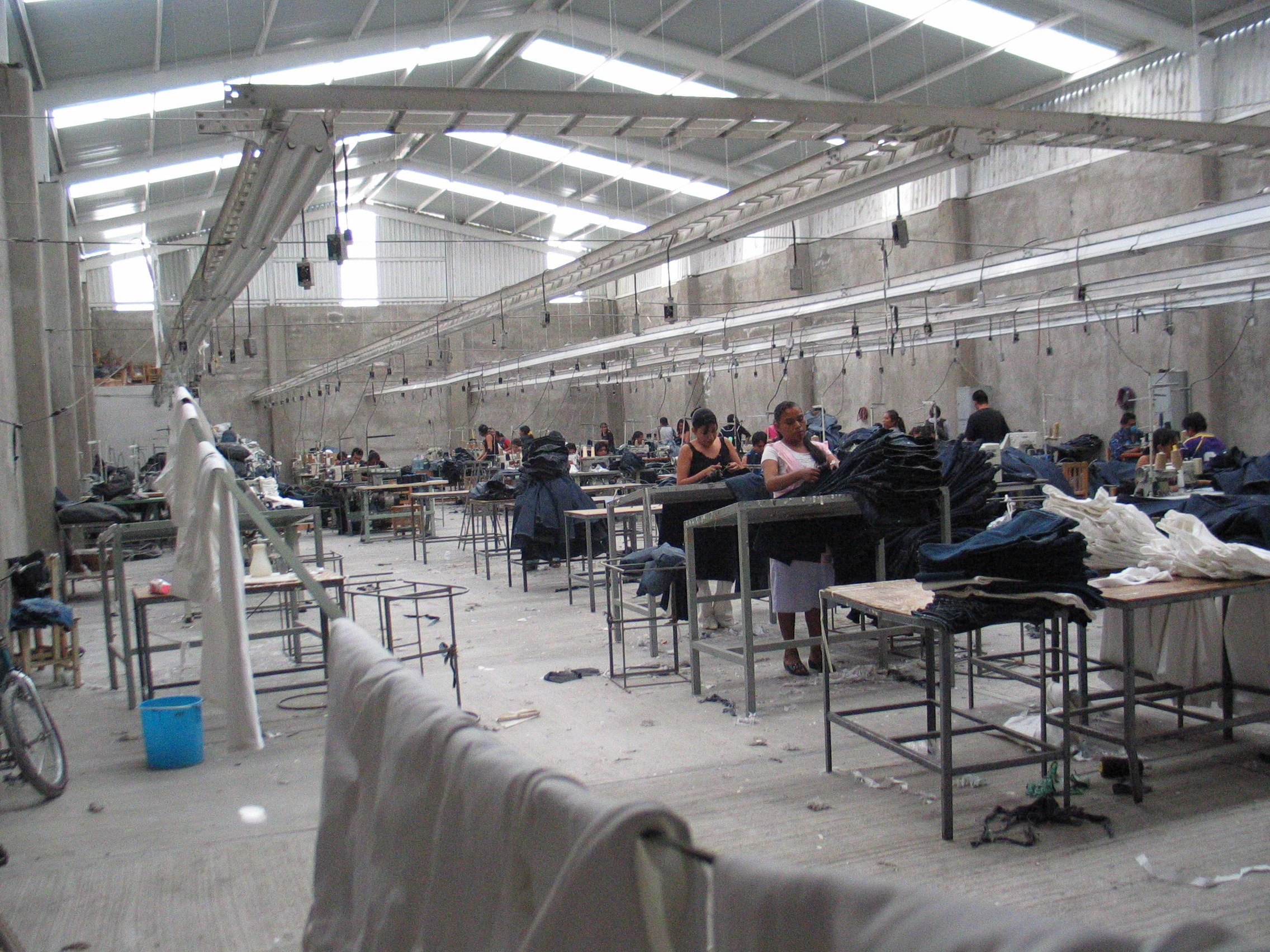
Eine Maquila in Mexiko

Als Maquila oder Maquiladora werden Montagebetriebe im Norden Mexikos und in Mittelamerika bezeichnet, die importierte Einzelteile oder Halbfertigware zu Dreiviertel- oder Fertigware für den Export zusammensetzen. Sie sind das Ziel zahlreicher Migranten und ein stark wachsender Wirtschaftszweig in Niedriglohn-Gebieten.
Die Betriebe arbeiten in zollfreien Produktionszonen (Zona Franca), die seit etwa 1970 etabliert wurden und in Mexiko durch die NAFTA-Freihandelszone (1994) besonders stark wuchsen. Sie sollten die örtliche Wirtschaft anregen und Arbeitsplätze in unterentwickelten Regionen schaffen, werden aber inzwischen wegen schlechter Arbeitsbedingungen und einseitiger Exportabhängigkeit von den USA zunehmend kritisch gesehen. Kurzfristig und lokal tragen die Maquilas zur Verringerung der Armut bei; ob sie es auch längerfristig tun, ist zweifelhaft.
Die Bezeichnung Maquila(dora) leitet sich vom spanischen Wort maquila her. So hieß in der Kolonialzeit das Mahlgeld, das der Müller für seine Arbeit nahm, bzw. sein Anteil am Getreide, den er stattdessen einbehielt. Der Begriff bezieht sich auf einen Teilschritt eines längeren Prozesses.

## Wirtschaftliche und soziale Aspekte
Die Wirtschaftsform der Maquila-Fabriken kann als Sonderfall des Nearshoring betrachtet werden, bei dem die importierten Rohstoffe oder Vorprodukte aus demselben Land kommen, in das anschließend die fertigen Waren zurückgehen. Betreiber sind transnational agierende (vor allem US-amerikanische) Unternehmen wie Chrysler, Ford, General Motors, Siemens-Albis, Philips oder Toshiba. Die freien Exportzonen und die Industrien der Maquiladoras finden sich besonders in Regionen Lateinamerikas, die geringe Transport- und Lohnkosten zum Zielland haben.
So werden in Nordmexiko viele aus dem Ausland kommende Rohstoffe zu Waren und Bekleidung verarbeitet, die für den US-amerikanischen Markt bestimmt sind. Diese Entwicklung wurde durch die Freihandelszone NAFTA begünstigt, die seit 1994 zwischen den USA, Kanada und Mexiko besteht. Sie hat zwar wie gewünscht einen raschen Aufschwung des Arbeitsmarktes in unterentwickelten Regionen bewirkt, doch auch viele soziale und Umwelt-Probleme mit sich gebracht.
Der massive Preisdruck durch globalisierte Märkte bewirkt, dass sich in Maquila-Fabriken kaum Arbeiterrechte durchsetzen lassen und keine Gewerkschaften existieren. So arbeiten die Beschäftigten – überwiegend Frauen – bei geringer Bezahlung unter oft unmenschlichen und gesundheitsgefährdenden Bedingungen. Da es kaum andere Verdienstmöglichkeiten gibt und der Andrang groß ist, sind wöchentliche Arbeitszeiten bis 60 Stunden nicht ungewöhnlich und viele Frauen müssen sich bei der Einstellung einem Schwangerschaftstest unterziehen.
Nach einem Bericht der ILO gab es 2003 etwa 3.200 Unternehmen mit 2 Millionen Beschäftigten, obwohl viele Männer auf Arbeitssuche in die USA gingen. Der Exportanteil der von Maquiladoras hergestellten Produkte betrug 83 Prozent. Inzwischen ist die illegale Migration von Mexiko in die USA weitgehend unterbunden, was den Frauenanteil in den Maquila-Betrieben von oft über 80 % auf knapp 60 % verringerte. Gleichzeitig nehmen Gewalttaten und die sexuelle Ausbeutung der Frauen zu.
Im Zuge der COVID-19-Pandemie soll es in verschiedenen grenznahen Werken zu erhöhten Infektions- und Todeszahlen gekommen sein. Viele Unternehmen sollen unter anderem auf Druck des US-Botschafters Auflagenverstöße in Kauf genommen haben, um Lieferketten nach Nordamerika aufrechtzuerhalten.

## Entwicklung der Maquila-Industrie

### Historische Entwicklung in Mexiko
Seit Ende der 1930er Jahre wandte Mexiko das ISI-Handelssystem an (Import-Substitution-Industrialisation), um die Wirtschaft aufzubauen und die Abhängigkeit von Importprodukten zu verringern. Die heimische Produktion wurde protektionistisch – z. B. durch Einfuhrzölle – gefördert. Doch um 1965 erfolgte eine radikale Kehrtwende der Regierung vom ISI-Modell zu den ersten Maquila-Programmen. Sie erlaubten ausländischen Unternehmen nun, entlang der mexikanischen Nordgrenze fast steuerfrei zu produzieren und zollfrei Handel mit den USA zu treiben. Die Maquiladora-Initiative war aber weniger ein Alternativmodell zur Industrialisierung, sondern eine Politik der Arbeitsbeschaffung und auch der Migration aus dem übervölkerten Süden um Mexiko-Stadt.
Das erste Projekt Border Industrialization Program (BIP) wurde 1965 unter Präsident Gustavo Díaz Ordaz gegründet. Es sollte die Wirtschaft der Bundesstaaten im nördlichen Mexiko stimulieren, den dortigen Lebensstandard fördern und gleichzeitig den riesigen Ballungsraum der Hauptstadt entlasten. Auch sollten Arbeitsplätze für Tausende von arbeitslosen mexikanischen Bauern entstehen, die aus den USA zurückkehrten, als 1964 das im Zweiten Weltkrieg gegründete Bracero-Programm auslief. Viele von ihnen blieben in der Grenzregion, wo nun zollfreie Produktionszonen eingerichtet und ausländische Investoren angelockt wurden.
Durch die Maquiladora-Industrie und ihre Exportausrichtung zu den USA wurde die Grenzregion von einer wirtschaftlichen Einöde zur dynamischsten Region Mexikos: Die Arbeitslosigkeit sank kontinuierlich, das Wirtschaftswachstum war doppelt so hoch wie im Landesdurchschnitt. Trotzdem haben die Maquiladoras keinen guten Ruf. Niedrige Löhne, schlechte Arbeitsbedingungen bzw. Sicherheit, Verbot von Gewerkschaften und ständige Angst vor Entlassung machen die Fabriken zu einem instabilen und teilweise gefährlichen Arbeitsumfeld. Die Umweltverschmutzung und der starke Wasserverbrauch belastete die Bevölkerung zusätzlich.
1980 gab es entlang der US-Grenze 620 Maquiladoras mit 120.000 Beschäftigten. Als Mexiko 1986 dem GATT (General Agreement on Tariffs and Trade) beitrat, entstanden Maquiladoras auch in anderen Landesteilen – bis 1990 rund 1500 für über 400.000 Menschen. Sie dominiert nun die Textilindustrie und den Manufaktursektor und verteilt die industrielle Wertschöpfung besser. Während des ISI-Modells hatte Mexiko-Stadt 40 % der Industrieproduktion, während sich 1990 schon 25 % der mexikanischen Wirtschaft im Norden fand. Die Unterzeichnung der NAFTA-Verträge (North American Free Trade Agreement) 1994 führte zu einem weiteren Wachstum an Fabriken und Beschäftigten.

### Wachsende Grenzstädte Juárez und Tijuana, doch Armut
Die Stadt Ciudad Juárez spiegelt diese Entwicklung deutlich wider: Der Zustrom von Arbeitern ließ die Bevölkerung in 40 Jahren von 200.000 auf fast zwei Millionen im Jahr 2005 anwachsen. Die unbedeutende Grenzstadt wurde zur fünftgrößten Stadt Mexikos, die 1,6 % des gesamten Bruttoinlandsprodukts erwirtschaftet. Hier sind 15 % aller mexikanischen Maquiladora-Betriebe und fast ein Drittel von deren Beschäftigten: 2000 waren es 312 Fabriken und 265.000 Arbeiter, zu denen weiterhin 30.000 neue Arbeitsplätze jährlich hinzukommen.
Ähnliches ist bei Tijuana festzustellen, der am schnellsten wachsenden Stadt Mexikos. Sie bildet zusammen mit San Diego die größte Twin Town an der Grenze Mexiko-USA. Offiziell hat die Stadt 1,5 Millionen Einwohner, doch unabhängige Schätzungen sprechen von 3–4 Millionen. Mit dem Wunsch der Migration in die USA oder nach einer Arbeit in einer der Maquilas zieht Tijuana jedes Jahr rund 100.000 Menschen an. Sie wächst täglich um 2–3 Hektar und laut einer Studie der Region Baja California sind 57 % des Stadtgebiets „irregulären Ursprungs“.
Eine weitere Maquiladora-Stadt ist Mexicali, die Hauptstadt des Bundesstaates Baja California, die auf gleicher Höhe wie Tijuana, aber weiter östlich liegt und ebenfalls direkt an die USA grenzt. Die Schwesterstadt auf US-amerikanischer Seite ist Calexico.
Attraktiv für die Maquila-Unternehmen sind die niedrigen Wochenlöhne von 30 bis 60 Dollar sowie das Fehlen von Gewerkschaften und Umweltgesetzen. In den Maquilas ganz Mexikos sind ca. eine Million und in Tijuana ca. 200.000 Menschen beschäftigt, mehrheitlich Frauen. Unter teilweise gesundheitsschädlichen Bedingungen (Hitze, Staub, Emissionen) arbeiten sie 12 Stunden täglich. Wer sich gegen die Arbeitskonditionen auflehnt oder auch nur kritische Nachfragen stellt, steht schnell wieder auf der Straße.
Trotz des Wirtschaftsaufschwungs – der allerdings 2003 durch eine von den USA herüberwirkende Krise gedämpft wurde – hat sich die Schere zwischen Arm und Reich seit dem NAFTA-Abkommen vergrößert: von Mexikos etwa 100 Millionen Menschen leben 40–45 Millionen Menschen in Armut.

### Maquiladoras in Mittelamerika
Von Mexiko ausgehend hat sich das Maquila-Wirtschaftssystem auch in einigen Staaten Mittelamerikas etabliert. Auch hier hat es einerseits zum Entstehen neuer Arbeitsplätze und gewisser Wirtschaftsentwicklung beigetragen, andrerseits die sozialpolitische Problematik (zu) billiger Arbeitskräfte nicht gelöst. Ebenso wie in Mexiko kam es ab ca. 2001 zu einem wirtschaftlichen Einbruch und dem Schließen bzw. der Reduktion zahlreicher Betriebsstätten, von denen manche später in noch stärker unterentwickelte Regionen abwanderten.
Am stärksten sind Maquiladoras in Nicaragua, Guatemala und Honduras vertreten, wo jeweils einige zehntausend Beschäftigte in Montagebetrieben für Nordamerika, Westeuropa und Ostasien arbeiten.